# Vi sinh vật học

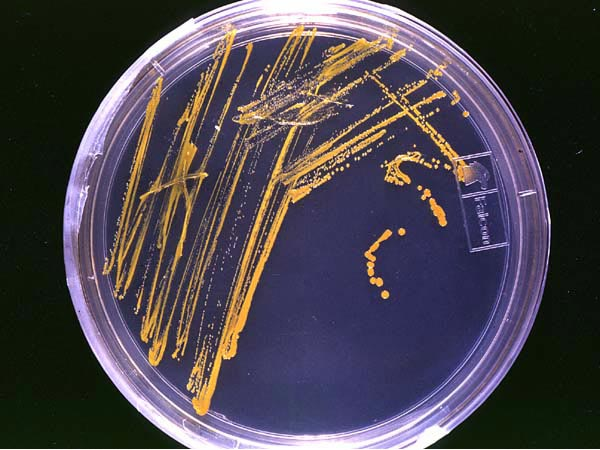
Một chiếc đĩa agar nuôi cấy vi sinh vật

Vi sinh vật học (tiếng Anh: microbiology, từ Ancient Greek  μῑκρος (mīkros) 'nhỏ',  βίος (bíos) 'sự sống', và  -λογία (-logía) 'nghiên cứu về') là ngành khoa học nghiên cứu về vi sinh vật, chúng có thể là đơn bào, đa bào hoặc vô bào. Vi sinh vật học có nhiều phân ngành bao gồm virus học, vi khuẩn học, nguyên sinh vật học, nấm học, miễn dịch học và ký sinh trùng học.
Vi sinh vật nhân thực sở hữu những bào quan có màng, gồm nấm và sinh vật nguyên sinh, trong khi sinh vật nhân sơ —tất cả đều là vi sinh vật—được phân loại theo quy ước là các bào quan không màng, gồm vi khuẩn và cổ khuẩn. Theo truyền thống, các nhà vi sinh vật học dựa vào nuôi cấy, nhuộm và hiển vi học. Tuy nhiên, chưa tới 1% vi sinh vật có trong môi trường thông thường có thể được nuôi cấy phân lập bằng các phương tiện hiện tại. Các nhà vi sinh vật học thường dựa vào những công cụ sinh học phân tử như nhận dạng dựa trên trình tự DNA, ví dụ như trình tự gen 16S rRNA được sử dụng để nhận dạng vi khuẩn.
Virus được phân loại biến dị thành sinh vật, vì chúng được xem là vi sinh vật rất đơn giản hay những phân tử rất phức tạp. Tuy nhiên, prion (vốn chưa bao giờ được xem là vi sinh vật) đã được các nhà virus học nghiên cứu vì tác động lâm sàng bắt nguồn từ chúng, ban đầu được cho là do nhiễm virus mãn tính và các nhà virus học tìm kiếm—phát hiện ra "protein lây nhiễm".
Sự tồn tại của vi sinh vật được dự đoán từ nhiều thế kỷ trước khi chúng được quan sát lần đầu tiên, chẳng hạn như bởi tín đồ Kỳ Na giáo ở Ấn Độ và Marcus Terentius Varro ở La Mã cổ đại. Lần quan sát bằng kính hiển vi đầu tiên được ghi lại là lần quan sát thể quả của nấm mốc của Robert Hooke vào năm 1666, nhưng linh mục Dòng Tên Athanasius Kircher có thể xem là người đầu tiên nhìn thấy vi sinh vật, thứ mà ông nhắc đến khi quan sát trong sữa và đồ hỏng vào năm 1658. Antonie van Leeuwenhoek được xem là cha đẻ của vi sinh vật học khi ông quan sát và thí nghiệm các sinh vật cực nhỏ vào thập niên 1670 nhờ sử dụng kính hiển vi đơn giản do chính ông thiết kế. Ngành vi sinh khoa học được phát triển vào thế kỷ 19 thông qua công trình của Louis Pasteur và trong ngành vi sinh y học của Robert Koch.

## Lịch sử

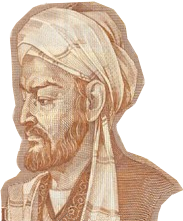
Avicenna mặc nhận sự tồn tại của vi sinh vật.

Con người đưa ra giả thuyết về sự tồn tại của vi sinh vật trong nhiều thế kỷ trước khi thực sự phát hiện ra chúng. Các tín đồ Kỳ Na giáo đã mặc nhận sự tồn tại của sự sống vi sinh vô hình dựa trên những lời dạy của Mahavira vào đầu thế kỷ thứ 6 TCN (599 TCN - 527 TCN). :24 Paul Dundas lưu ý rằng Mahavira khẳng định sự tồn tại của những sinh vật vi sinh vô hình sống trong đất, nước, không khí và lửa. :88 Kinh thánh Jain mô tả nigoda là những sinh vật siêu nhỏ sống thành cụm lớn và có quãng đời rất ngắn, được cho là có mặt khắp mọi nơi trong vũ trụ, ngay cả trong mô thực vật và thịt của động vật. Học giả người La Mã Marcus Terentius Varro nhắc đến vi sinh vật khi ông cảnh báo không nên đặt nhà gần đầm lầy "vì có loài sinh vật rất nhỏ không thể thấy bằng mắt thường, chúng lơ lửng trong không khí và thâm nhập vào cơ thể qua đường mũi và miệng, gây nên các bệnh nghiêm trọng."
Các nhà khoa học Ba Tư từng đưa ra giả thuyết về sự tồn tại của vi sinh vật, chẳng hạn như Avicenna trong cuốn sách The Canon of Medicine; Ibn Zuhr (còn được gọi là Avenzoar) là người phát hiện ra bệnh ghẻ còn Al-Razi là người đưa ra mô tả sớm nhất về bệnh đậu mùa trong cuốn sách The Virtuity Life (al-Hawi).
Năm 1546, Girolamo Fracastoro đề xuất rằng các bệnh dịch là do những thực thể dạng hạt gây ra, có thể lây nhiễm qua tiếp xúc trực tiếp hoặc gián tiếp, hay thậm chí không tiếp xúc trong khoảng cách xa.

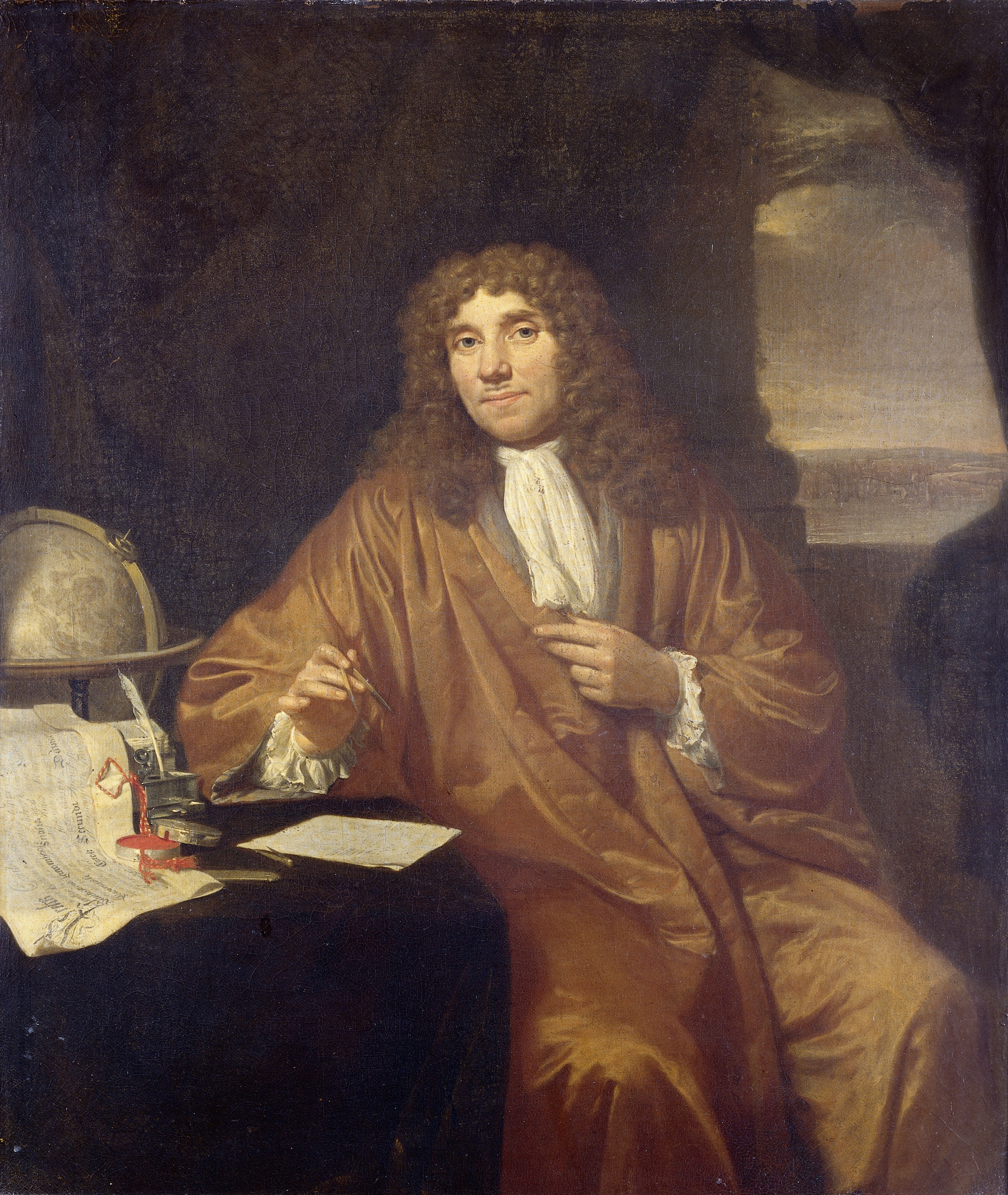
Antonie van Leeuwenhoek (1632–1723)

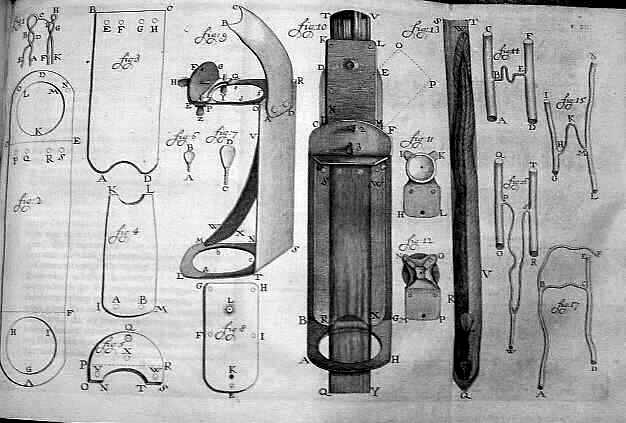
Kính hiển vi Van Leeuwenhoek của Henry Baker

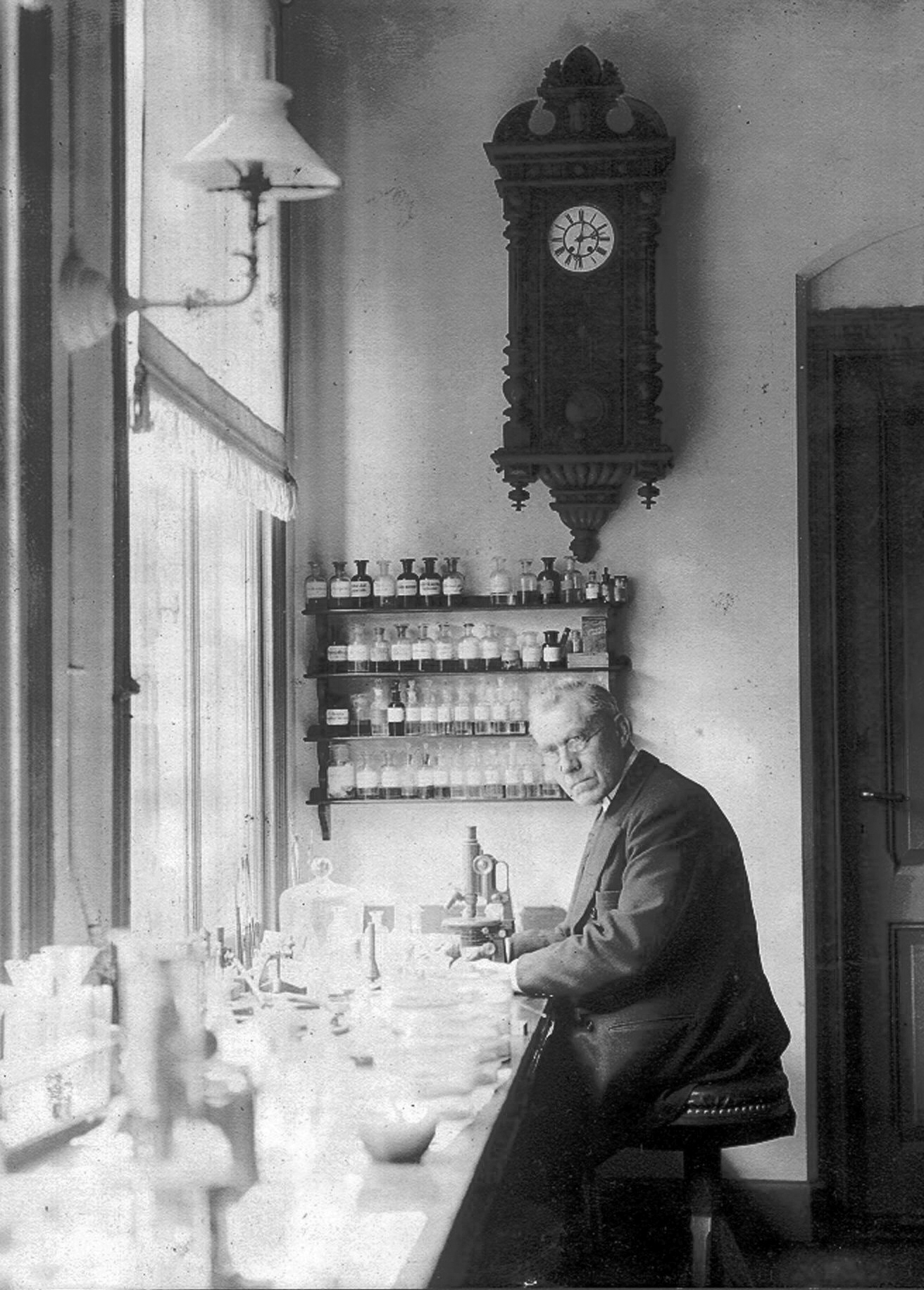
Martinus Beijerinck thường được xem là vị tổ sáng lập ngành virus học

Năm 1676, Antonie van Leeuwenhoek (sống phần lớn cuộc đời ở Delft, Hà Lan) đã quan sát vi khuẩn và các vi sinh vật khác bằng kính hiển vi một thấu kính do chính ông thiết kế. Ông được xem là cha đẻ của vi sinh vật học khi ông sử dụng kính hiển vi một thấu kính đơn giản do chính ông thiết kế. Trong khi Van Leeuwenhoek thường được xem là người đầu tiên quan sát vi sinh vật, thì Robert Hooke tiến hành quan sát thể quả của nấm mốc bằng kính hiển vi đầu tiên của mình, được ghi chép vào năm 1665. Tuy nhiên, có ý kiến cho rằng một linh mục Dòng Tên có tên là Athanasius Kircher là người đầu tiên quan sát thấy vi sinh vật.
Kircher là một trong những người đầu tiên thiết kế đèn lồng ảo thuật cho mục đích trình chiếu, vì vậy ông hẳn rất quen thuộc với các đặc tính của thấu kính. Ông ghi lại: "Liên quan đến cấu trúc tuyệt vời của sự vật trong tự nhiên, do Kính hiển vi nghiên cứu" vào năm 1646, cho rằng "liệu có ai tin rằng giấm và sữa chứa vô số giun." Ông còn lưu ý rằng đồ hỏng chứa vô số vi động vật trườn bò. Ông xuất bản tác phẩm Scrutinium Pestis (Quan sát dịch hạch) vào năm 1658, tuyên bố chắc nịch rằng căn bệnh này là do vi sinh vật gây ra, mặc dù những gì ông nhìn thấy rất có thể là các tế bào hồng cầu hoặc bạch cầu chứ không phải chính tác nhân gây bệnh dịch hạch.

## Sự ra đời của vi khuẩn học

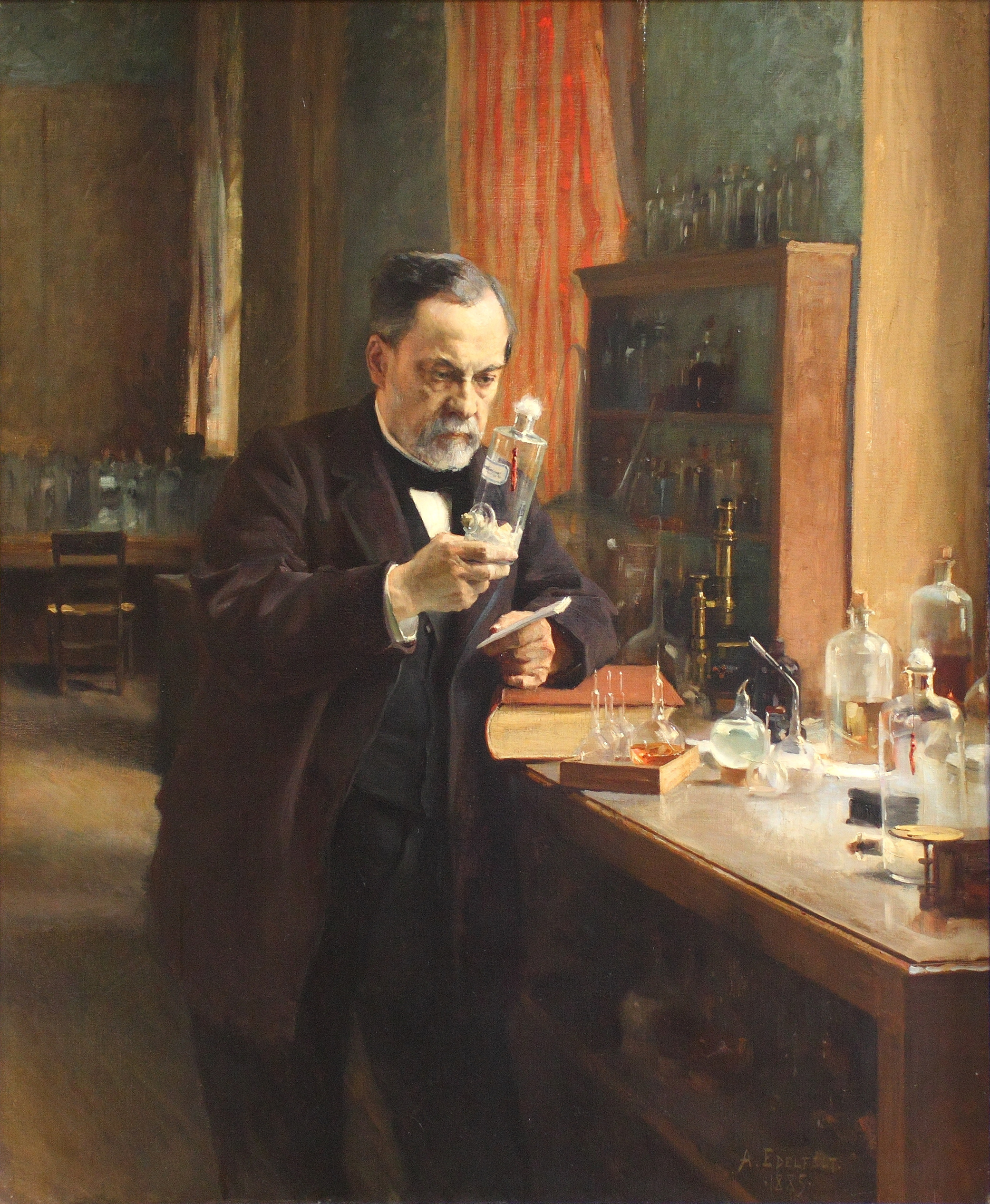
Các phương pháp thí nghiệm và đồ dùng thuỷ tinh phòng thí nghiệm do Louis Pasteur và các nhà sinh học khác phát triển đã đóng góp cho lĩnh vực vi khuẩn học non trẻ vào cuối thế kỷ 19.

Chuyên ngành vi khuẩn học (về sau là một phân ngành của vi sinh vật học) được thành lập vào thế kỷ 19 bởi Ferdinand Cohn, một nhà thực vật học chuyên nghiên cứu về tảo và vi khuẩn quang hợp, giúp ông mô tả một số vi khuẩn gồm Bacillus và Beggiatoa. Cohn cũng là người đầu tiên xây dựng sơ đồ phân loại vi khuẩn và phát hiện ra nội bào tử. Louis Pasteur và Robert Koch (nhưng đồng nghiệp cùng thời với Cohn) lần lượt thường được xem là hai vị cha đẻ của vi sinh vật học và vi sinh y học hiện đại. Pasteur nổi tiếng nhất với loạt thí nghiệm được thiết kế để bác bỏ thuyết tự sinh được nhiều người áp dụng lúc bấy giờ, qua đó củng cố bản sắc của vi sinh vật học dưới dạng một ngành khoa học sinh học. Một trong những học trò của ông, Adrien Certes, được xem là người sáng lập ngành vi sinh vật biển. Pasteur còn thiết kế các phương pháp bảo quản thực phẩm (thanh trùng) và vắc-xin phòng một số bệnh như bệnh than, dịch tả gà và bệnh dại. Koch nổi danh nhất với những đóng góp của ông cho thuyết mầm bệnh, chứng minh rằng cụ thể các bệnh là do các vi sinh vật gây bệnh của từng bệnh gây ra. Ông phát triển một loạt tiêu chí được gọi là nguyên tắc Koch. Koch là một trong những nhà khoa học đầu tiên chú trọng phân lập vi khuẩn trong môi trường nuôi cấy thuần túy, kết quả là ông đã mô tả một số vi khuẩn mới, gồm cả Mycobacterium tuberculosis, tác nhân gây bệnh lao.
Trong khi Pasteur và Koch thường được coi là những vị sáng lập vi sinh vật học, công trình của họ lại không phản ánh chính xác tính đa dạng thật sự của thế giới vi sinh vật vì họ chỉ tập trung vào các vi sinh vật có liên quan trực tiếp đến y học. Mãi cho đến cuối thế kỷ 19 và nhờ có công trình của Martinus Beijerinck và Sergei Winogradsky, phạm vi thực sự của vi sinh học mới được tiết lộ. Beijerinck có hai đóng góp lớn cho ngành vi sinh vật học: phát hiện ra virus và phát triển các kỹ thuật nuôi cấy gia phú.  Trong khi nghiên cứu của ông về virus khảm thuốc lá thiết lập nên những nguyên tắc cơ bản của virus học, thì chính sự phát triển nuôi cấy gia phú có tác động trực tiếp nhất đến vi sinh vật học bằng cách cho phép nuôi cấy nhiều loại vi khuẩn với các đặc điểm sinh lý cực kỳ đa dạng. Winogradsky là người đầu tiên phát triển khái niệm hóa vô cơ dưỡng và qua đó tiết lộ vai trò thiết yếu của vi sinh vật trong các quá trình địa hóa. Ông chịu trách nhiệm phân lập và mô tả đầu tiên cả vi khuẩn nitrat hóa và cố định đạm. Nhà vi sinh vật học người Canada-Pháp Felix d'Herelle vừa là người đồng phát hiện thể thực khuẩn vào năm 1917, vừa là một trong những nhà vi sinh vật học được ứng dụng sớm nhất.
Joseph Lister là người đầu tiên sử dụng chất khử trùng phenol trên vết thương hở của bệnh nhân.

## Phân ngành

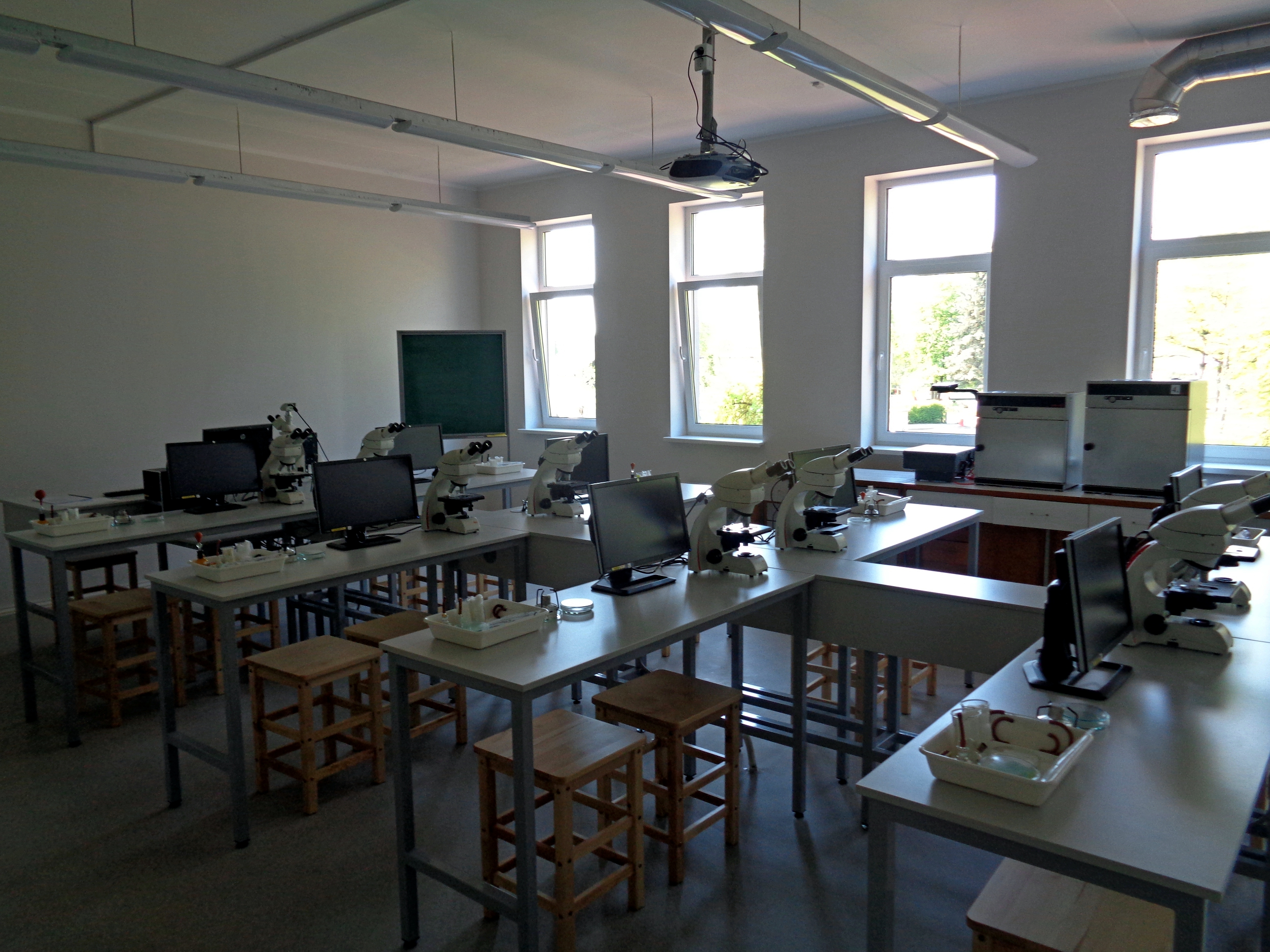
Một phòng thí nghiệm vi sinh học thực phẩm ở đại học

Các phân ngành của vi sinh vật học có thể được phân loại thành khoa học ứng dụng, hoặc phân chia theo dạng phân loại, như trường hợp của vi khuẩn học, nấm học, nguyên sinh động vật học, virus học, tảo học và sinh thái vi sinh. Có sự chồng chéo đáng kể giữa phân ngành cụ thể của vi sinh vật học với nhau và với các phân ngành khác, những khía cạnh nhất định của các phân ngành này có thể vượt ra ngoài phạm vi truyền thống của vi sinh vật học. Một phân ngành vi sinh vật học nghiên cứu thuần túy được gọi là vi sinh tế bào.

## Ứng dụng
Trong khi một số người sợ vi sinh vật do một số vi sinh vật liên quan đến nhiều bệnh ở người, thì nhiều vi sinh vật còn chịu trách nhiệm cho nhiều quá trình có lợi như lên men công nghiệp (ví dụ: sản xuất rượu, giấm và chế phẩm sữa), sản xuất kháng sinh và làm phương tiện phân tử để vận chuyển DNA đến các sinh vật phức tạp như thực vật và động vật. Các nhà khoa học cũng khai thác kiến thức của họ về vi sinh để tạo ra những enzym quan trọng về mặt công nghệ sinh học như Taq polymerase,  gen chỉ thị để sử dụng trong những hệ thống di truyền khác và các kỹ thuật sinh học phân tử mới như hệ thống lai hai loại men. 
Vi khuẩn có thể được sử dụng để sản xuất amino acid trong công nghiệp. Corynebacterium glutamicum là một trong những loài vi khuẩn quan trọng nhất với sản lượng hàng năm hơn hai triệu tấn amino acid, chủ yếu là L-glutamate và L-lysine. Vì một số vi khuẩn có thể tổng hợp kháng sinh nên chúng được sử dụng cho mục đích y học, chẳng hạn như Streptomyces để tạo ra kháng sinh aminoglycoside.

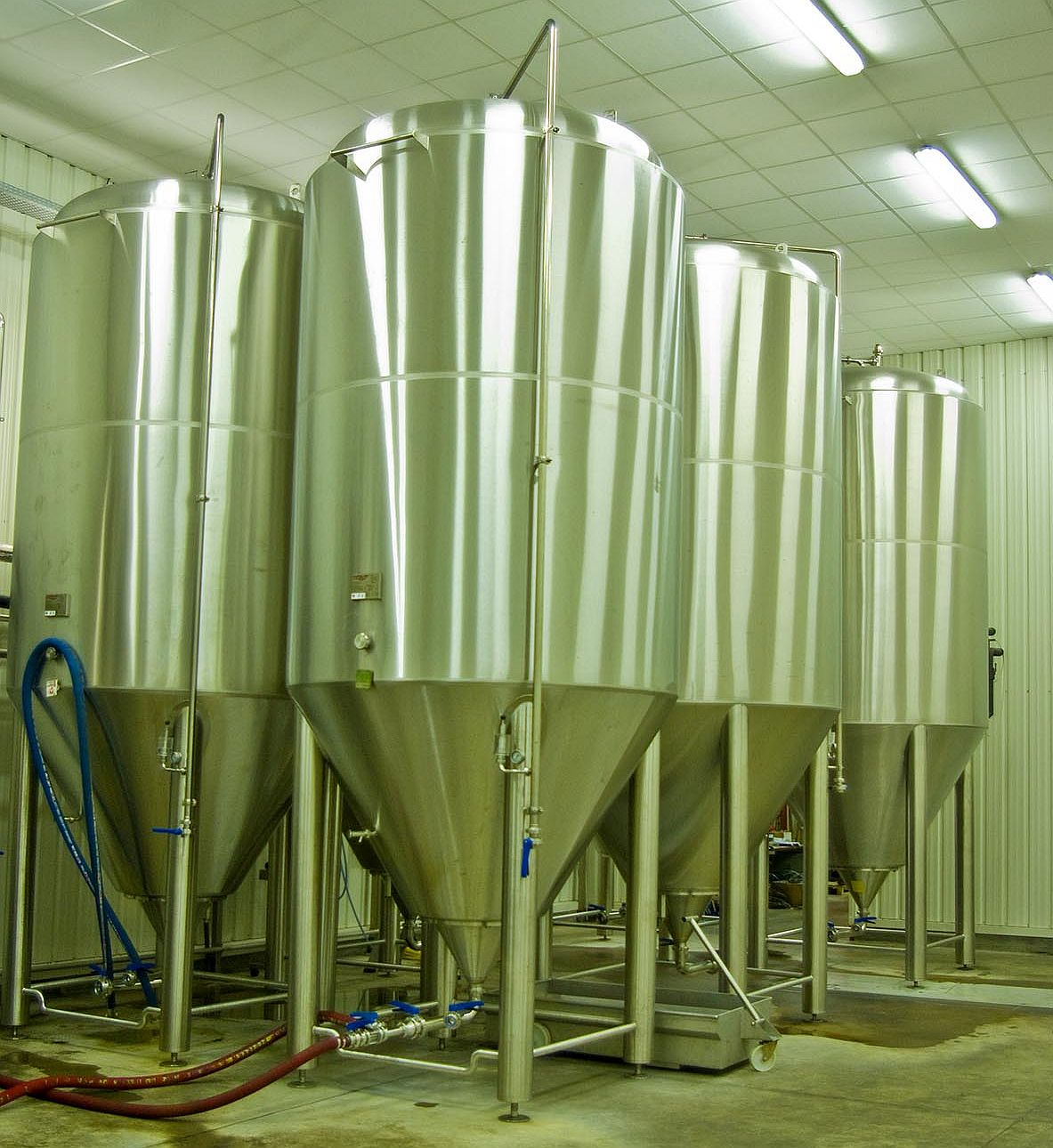
Thùng lên men với men được sử dụng để ủ bia

Một loạt polyme sinh học chẳng hạn như polysaccharide, polyester và polyamide do vi sinh vật chế ra. Vi sinh vật được sử dụng để sản xuất polyme sinh học theo công nghệ sinh học với những đặc tính hạn chế phù hợp với ứng dụng y tế có giá trị cao như kỹ thuật mô và vận chuyển thuốc. Ví dụ, vi sinh vật được sử dụng để tổng hợp xanthan, alginate, cellulose, cyanophycin, poly (axit gamma-glutamic), levan, acid hyaluronic, acid hữu cơ, polysaccharide, oligosaccharide và polyhydroxyalkanoate.
Vi sinh vật có lợi cho phân hủy sinh học hoặc xử lý sinh học đối với chất thải sinh hoạt, nông nghiệp, công nghiệp và ô nhiễm dưới bề mặt trong đất, trầm tích và môi trường biển. Khả năng phân hủy chất thải độc hại của mỗi vi sinh vật phụ thuộc vào bản chất của từng loại ô nhiễm. Vì các nơi thường có nhiều loại chất gây ô nhiễm, nên cách tiếp cận hiệu quả nhất để phân hủy sinh học bằng vi sinh vật là sử dụng hỗn hợp các loài vi khuẩn và chủng nấm, mỗi loại dùng riêng để phân hủy sinh học một hoặc nhiều loại chất gây ô nhiễm.
Quần xã vi sinh vật cộng sinh mang lại lợi ích cho sức khỏe của con người và động vật, gồm có hỗ trợ tiêu hóa, sản xuất các vitamin và amino acid có lợi, đồng thời ngăn chặn vi sinh gây bệnh. Một số lợi ích có thể đem lại bằng cách ăn thực phẩm lên men, men vi sinh (vi khuẩn có khả năng có lợi cho hệ tiêu hóa) hoặc tiền sinh (các chất được tiêu thụ để kích thích vi sinh vật phát triển). Cách mà hệ vi sinh vật ảnh hưởng đến sức khỏe con người và động vật, cũng như những phương pháp tác động đến hệ vi sinh vật là những lĩnh vực nghiên cứu thiết thực.
Nghiên cứu đã đề xuất rằng vi sinh vật có thể hữu ích trong điều trị ung thư. Nhiều chủng clostridia không gây bệnh có thể xâm nhập và nhân lên trong các khối u rắn. Những vector clostridia có thể được sử dụng một cách an toàn và có thể cung cấp protein điều trị, đã được chứng minh trong nhiều mô hình tiền lâm sàng.
Một vài vi khuẩn được sử dụng để nghiên cứu các cơ chế cơ bản. Một ví dụ về vi khuẩn mô hình được sử dụng để nghiên cứu tế bào di động hoặc quá trình sản xuất và phát triển polysaccharide là Myxococcus xanthus.